# پانهارد دینا ایکس
پانهارد دینا ایکس (Panhard Dyna X) خودرویی است که در سال‌های ۱۹۴۸ تا ۱۹۵۴ تولید شده‌است.
این خودرو در کلاس خودرو کامپکت کوچک قرار گرفته، طراحی آن موتور جلو و خودرو محور جلو بوده است. سیستم جعبه‌دندهٔ آن ۴ دنده به صورت دستی است.